# Aeroporto de Araras
O Aeroporto Municipal de Araras (Armando Américo Fachini), está localizado na cidade de Araras, SP.
Nas coordenadas 22º 20' 13" S/047º 21' 30"W  (MAPA).
Pista com (1150 x 30 ASPH (PCN) 21/F/B/X/T) – 30
Possui uma elevação de 2247 pés (685 m), sua pista é asfaltada e tem 1150 m de comprimento por 30 m de largura. Encontra-se aproximadamente 3 km ao norte de Araras.